# ستيوارت بيرسون (رجل أعمال)
ستيوارت بيرسون (بالإنجليزية: Stuart Pearson)‏ هو شخصية أعمال أيرلندي، ولد في 1984.